# Empresa gacela
Las empresas gacela son aquellas que crecen rápidamente, incluso en tiempos de crisis. Para ser considerada «gacela», una empresa debe tener un crecimiento de entre el 20 y el 25 % anual.
Este tipo de empresas son jóvenes, es decir, tienen pocos años de existencia (entre 2 y 5 años) y son generadoras de empleo a raíz de su crecimiento acelerado. 
Actualmente, varios gobiernos, así como empresas tractoras, han creado programas de apoyo al desarrollo de empresas gacela.
Tal es el caso de México que, a través de la Secretaría de Economía (México), cuenta con programas para apoyarlas a través de aceleración, financiamiento y otras actividades. En España se estudian y contabilizan.
Los programas de aceleración de empresas han dado excelentes resultados, colaborando en crecimientos aun mayores en las empresas con potencial gacela. En México existen aceleradoras creadas por la iniciativa privada así como por organizaciones sin fines de lucro y que cuentan con el apoyo del gobierno federal. 
Aceleradoras mexicanas de empresas:
- CEPii
- EGADE
- Endeavor
- ITESM (Instituto Tecnológico y de Estudios Superiores de Monterrey)
- New Ventures
- TechBA
- Visionaria

Estas aceleradoras atienden a las empresas gacela mexicanas a través de diferentes servicios, sin embargo todas ofrecen consultoría que ayuda a las empresas a aumentar sus ventas para lograr el objetivo de rápido crecimiento.